# Mirella Gilbert
Mirella Gilbert (o Mireya Gilbert) fue una cantante chilena destacada en los inicios del movimiento musical de La Nueva Ola.
De acuerdo a portales de historia musical chilena, fue una de las primeras cantantes en cantar rock y baladas en español, en los inicios de la década de 1960. Es en esta época donde canta Mi corazón pertenece a papito, que es un cover de Marilyn Monroe.
En su corta carrera grabó un disco con RCA Victor que poseía el tema Mi corazón pertenece a papito y Amo a París. Así mismo participó en los coros y segundas voces de canciones de otros artistas como Pat Henry, Alan y sus Bates, Luis Dimas.